# Język fryzyjski
Język fryzyjski (zach. fryz. frysk, wsch. fryz. fräisk, dialekty pn. fryz. friisk, fresk, freesk, frasch, fräisch, freesch), właśc. języki fryzyjskie – zbiorcze określenie na grupę blisko spokrewnionych języków wywodzących się ze starofryzyjskiego, a którymi posługują się Fryzowie. Fryzyjski składa się z wielu dialektów grupowanych w trzy języki: zachodniofryzyjski, wschodniofryzyjski i północnofryzyjski.
Po fryzyjsku mówi ok. 400–600 tys. osób, głównie w Holandii w prowincji Fryzja, a także w niemieckich landach Dolna Saksonia (gmina Saterland) i Szlezwik-Holsztyn (Fryzja Północna), w tym na Wyspach Fryzyjskich i Helgolandzie

## Ogólna charakterystyka
Język fryzyjski jest podobny do staroangielskiego (także do współczesnego angielskiego), niderlandzkiego i dolnoniemieckiego.
Język fryzyjski należy do grupy języków zachodniogermańskich, jest silnie zróżnicowany terytorialnie i nie występuje w postaci jednolitego języka ponaddialektalnego. Najstarsze zabytki tego języka pochodzą z XIII–XV wieku. Od XVI wieku oficjalnym językiem kulturalnym były niderlandzki i niemiecki. Językiem literatury ludowej był zachodni dialekt Kleifries. Właśnie w tym języku pisał Gysbert Japiks – twórca podstaw literatury zachodniofryzyjskiej.
W Niderlandach, w użyciu jest język zachodniofryzyjski, używa się również holenderskiego i tzw. fryzyjsko–miejskiego, który jest mieszanką holenderskiego i fryzyjskiego. Istnieje również język literacki (standert frysk). Fryzowie mieszkający w Niemczech mówią językami północnofryzyjskim (na zachodnim wybrzeżu Szlezwika – Holsztynu) i wschodniofryzyjskim (w Dolnej Saksonii, jego ostatnim szczątkiem jest dialekt z okolic Saterlandu). Ponadto używają języków niemieckiego, dolnoniemieckiego i duńskiego.

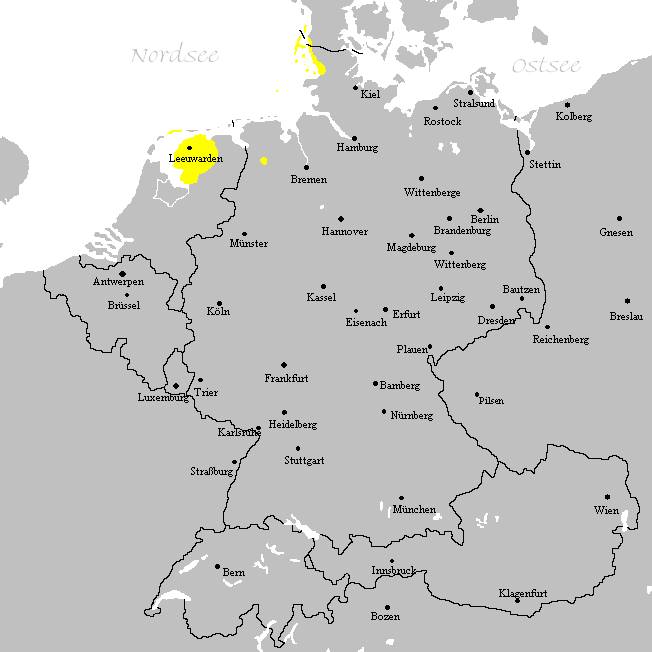
Współczesny zasięg języka fryzyjskiego